# Solgrävlingar
Solgrävlingar (Melogale) är ett släkte i underfamiljen grävlingar med fyra eller fem arter som förekommer i Sydostasien.

## Utseende
Solgrävlingar skiljer sig från andra grävlingar huvudsakligen genom den långa yviga svansen. Kroppen är långsträckt och extremiteterna är som hos alla grävlingar korta. Pälsens färg varierar mellan gråbrun och mörkbrun och är på undersidan lite ljusare. Kännetecknande är dessutom ett vitt eller rött längdstreck på djurets rygg och en påfallande mönstring i ansiktet. Djurens kroppslängd ligger mellan 33 och 43 cm, svanslängden mellan 15 och 23 cm och vikten mellan en och tre kilogram.

## Utbredning och habitat
Arternas utbredningsområde sträcker sig från östra Indien och mellersta Kina över Malackahalvön till Borneo och Bali. De vistas huvudsakligen i skogar men förekommer även på gräsmarker.

## Levnadssätt
Solgrävlingar är aktiva under gryningen eller på natten. Under dagen gömmer sig dessa djur i naturliga håligheter eller jordgrottor som byggts av andra djur. I motsats till andra grävlingar gräver de inte själva. Under letandet efter föda klättrar de till och med på träd. Om arternas sociala beteende är lite känt. Det antas att individerna lever ensamma.

### Föda
Arterna i släktet är allätare som livnär sig av ryggradsdjur (huvudsakligen grodor och ödlor), insekter och maskar samt av frukt och andra växtdelar.

### Fortplantning
Efter dräktigheten som varar i ungefär 60 dagar föder honan ett till fem ungar (oftast två). Efter två eller tre månader är ungarna självständiga.

## Arter
Vanligen skiljs mellan fyra arter:
- Melogale moschata, lever i mellersta och södra Kina (även på Taiwan och Hainan), i nordöstra Indien samt i norra Myanmar, Laos och Vietnam.
- Melogale personata, förekommer i Burma, Vietnam och södra Thailand.
- Melogale orientalis, lever på öarna Java och Bali. Några zoologer betraktar djuret som underart till Melogale personata.
- Melogale everetti, finns bara i ett mindre område i norra Borneo. Listas av Internationella naturvårdsunionen som sårbar (vulnerable).

2011 beskrevs ytterligare en art från Vietnam, Melogale cucphuongensis. Den är provisoriskt godkänd av IUCN.